# Herbert Schweers
Herbert Schweers (* 26. Dezember 1947) ist ein ehemaliger deutscher Fußballtorwart.

## Karriere
Schweers spielte mit dem TSV 1860 München in der Bundesliga. Er war in der Saison 1968/69 neben Anton Gigl der Ersatzmann von Stammtorhüter Petar Radenković. Am 9. Spieltag stand er das erste Mal zwischen den Pfosten in einer Bundesligapaarung, beim Spiel gegen Hannover 96 kassierte er drei Gegentreffer, das Spiel endete 3:2 für die 96er. Seinen zweiten Einsatz hatte er am 29. Spieltag gegen den Hamburger SV, er kassierte wieder drei Gegentreffer. Diesmal konnte aber durch drei eigene Treffer ein Unentschieden erzielt werden. Nach der Spielzeit verließ er die Löwen und schloss sich dem ESV Ingolstadt für die nächsten drei Jahre an. Dort kam er zu 99 Einsätzen. Danach spielte er noch eine Saison für den 1. FC Nürnberg, in der Regionalliga, er absolvierte 13 Spiele.